# Marzano (Lombardei)
Marzano ist eine norditalienische Gemeinde (comune) mit 1703 Einwohnern (Stand 31. Dezember 2023) in der Provinz Pavia in der Lombardei. Die Gemeinde liegt etwa 13 Kilometer nordöstlich von Pavia in der Pavese am Lambro Meridionale und grenzt unmittelbar an die Provinz Lodi.